# SN 2003I
SN 2003I – supernowa typu Ib odkryta 9 stycznia 2003 roku w galaktyce IC2481. W momencie odkrycia miała maksymalną jasność 17,60m.